# Hellywood
Hellywood è un gioco di ruolo francese di ambientazione noir e urban fantasy concepito da Emmanuel Gharbi e pubblicato nel 2008 da Editions John Doe. In Italia è stato pubblicato dalla Wild Boar Edizioni nel 2009. Il gioco ha vinto il prestigioso premio francese Grog d'Or 2009.

## Storia e ambientazione
Hellywood è ambientato in un'America del 1949 in cui, da sei anni, si aggirano creature provenienti da una dimensione parallela che è, a tutti gli effetti, l'Inferno. Gli Infernali (chiamati anche "cornuti") sono golem, succubi, serafini e demòni propriamente detti che, non avendo un corpo fisico, devono incarnarsi possedendo cadaveri.
Tuttavia, la prima ondata di Infernali non fu un'invasione, bensì una migrazione di massa, una fuga dalla schiavitù a cui questi esseri erano sottoposti nella loro dimensione. I Cornuti sono, perciò, una sorta di immigrati clandestini o rifugiati politici.
Alla prima ondata seguì poi un ingresso degli "Asserviti", i signori dei Cornuti, che vennero sulla Terra non per fuggire dall'Inferno ma per condurre i loro loschi affari a contatto diretto con l'umanità. Gli Asserviti sono a loro volta sottoposti a misteriose creature dormienti, che però restano, ignare, nella dimensione infernale.
Il gioco si incentra sulla città fittizia di Heaven Harbor, posta sulla costa della California, che è chiaramente ispirata a Los Angeles, ma è abbastanza generica da poter essere situata altrove: "Non ha una localizzazione precisa, sappi solo che si tratta di una città della costa ovest degli Stati Uniti, probabilmente
californiana, e che dispone di un grande porto. Puoi decidere di situarla altrove; che il porto dia sul Pacifico o sui Grandi Laghi poco importa, in realtà."
I giocatori assumono il ruolo di "Tough Guys", duri alla Sam Spade, che vivono avventure ispirate ai romanzi di Raymond Chandler e Dashiell Hammett. Il ruolo del soprannaturale, nel mondo di Hellywood, non è preponderante: anche se i giocatori possono interpretare personaggi Infernali e, all'occorrenza, guadagnare il potere di evocare demòni, il fulcro delle storie è sempre investigativo e i demòni assumono fondamentalmente il ruolo di un ulteriore strato del mondo criminale.

## Ispirazioni
Il manuale dedica un esauriente capitolo alle ispirazioni del gioco, che vanno dai romanzi di Dashiell Hammett, Raymond Chandler e James Ellroy ai fumetti come Sin City di Frank Miller e Hellblazer, passando per le influenze cinematografiche di L'Infernale Quinlan, Crocevia della morte e Angel Heart - Ascensore per l'inferno.

## Meccaniche di gioco
Il sistema di gioco è concettualmente molto semplice, basandosi sul gioco di dadi da casinò noto con il nome di Craps.
Vari sistemi (basati principalmente su riserve di punti in possesso del personaggio) permettono di modificare i risultati del tiro di dado, favorendo il giocatore. Grazie al sistema degli Eventi Storici il giocatore può, occasionalmente, prendere in mano la narrazione per raccontare un flashback del suo passato, che ha effetti in termini di gioco.
Le meccaniche di gioco preservano la vita del personaggio impedendo morti casuali (in genere il personaggio va semplicemente KO per un certo periodo), ma esiste comunque un pericolo reale di morte del personaggio.